# Wólka Bodzechowska
Wólka Bodzechowska – wieś w Polsce położona w województwie świętokrzyskim, w powiecie ostrowieckim, w gminie Bodzechów.
W roku 1945 Wólka Bodzechowska otrzymała Order Krzyża Grunwaldu II klasy. Do 2018 r. w miejscowości znajdował się pomnik upamiętniający partyzantów z Armii Ludowej i fakt, iż wieś została odznaczona za udzielanie im pomocy. W wymienionym roku Instytut Pamięci Narodowej, na podstawie ustawy dekomunizacyjnej, nakazał jego usunięcie; po tej decyzji mieszkańcy rozebrali upamiętnienie.
W latach 1975–1998 miejscowość administracyjnie należała do województwa kieleckiego.